# Liga Hanseatică

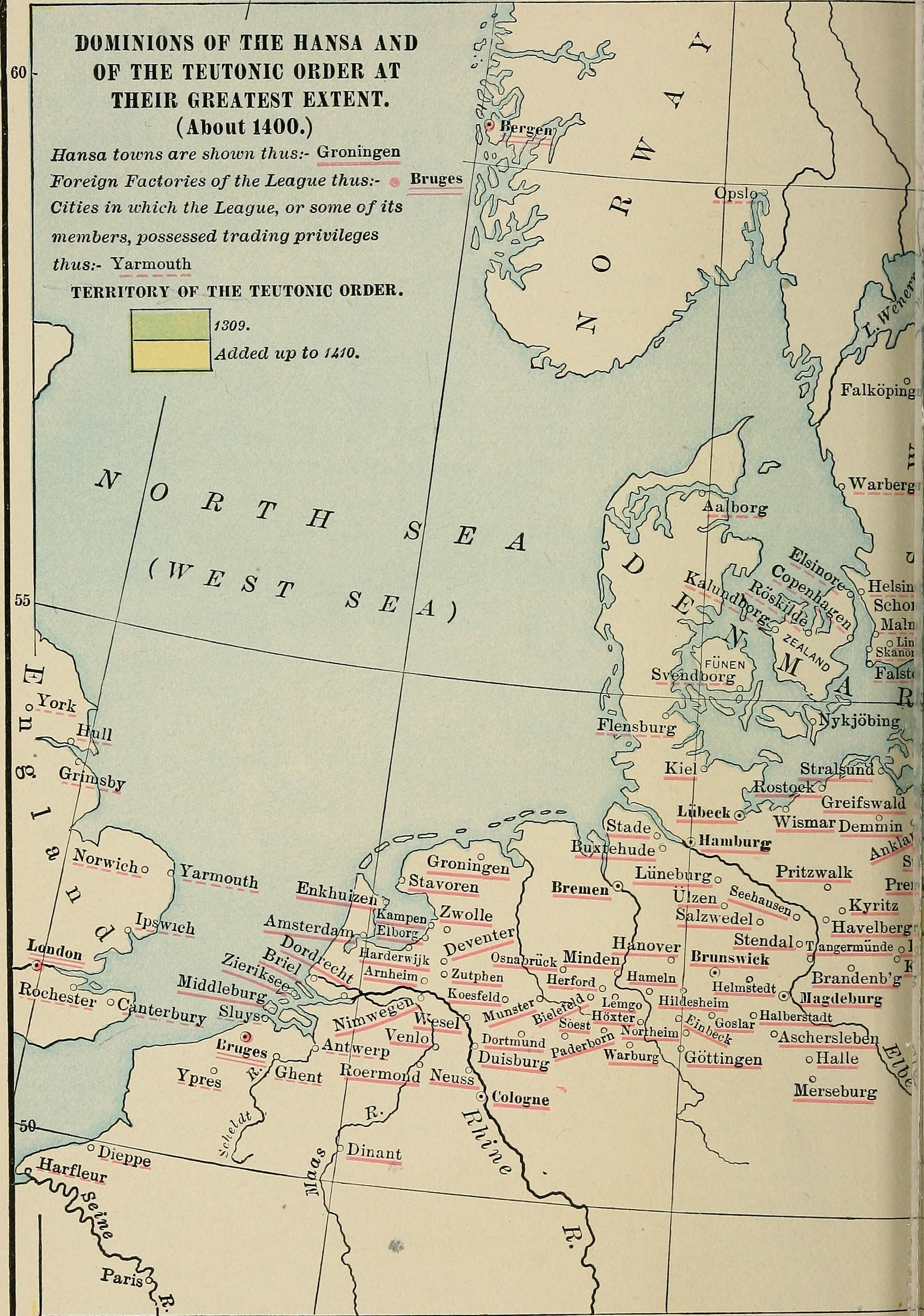
Harta cu orașele Ligii Hanseatice

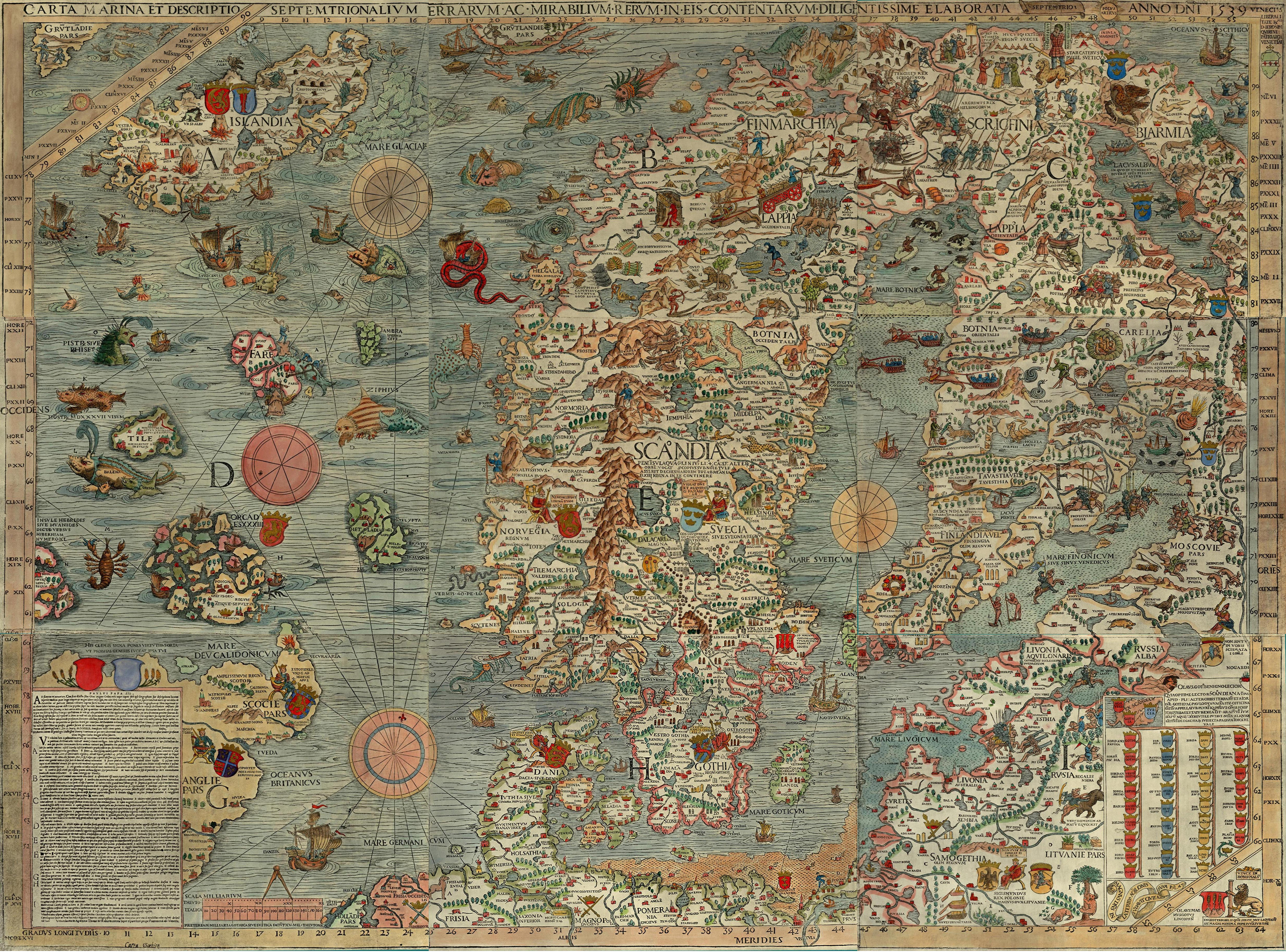
Carta marina a întregii regiuni a Mării Baltice (1539).

Liga Hanseatică (în germană Die Hanse, în norvegiană Hansaen, în neerlandeză De Hanze, în poloneză Hanza, în suedeză: Hansan) a fost o alianță militară și comercială a orașelor de la Marea Nordului până la Marea Norvegiei la Bergen respectiv Marea Baltică, începând cu Evul Mediu târziu, din secolul al XIII-lea până în secolul al XVII-lea. La ultima conferință a Hansei, desfășurată la Lübeck în anul 1669, au participat doar nouă orașe: Lübeck, Hamburg, Brema, Braunschweig, Gdańsk, Hildesheim, Colonia, Osnabrück și Rostock. Numele Hansei s-a păstrat în denumirile oficiale ale orașelor Hamburg (Hansestadt Hamburg) și Brema (Hansestadt Bremen, cu statut de land federal al Germaniei), precum și în denumirea companiei Lufthansa (în traducere: Hansa Aerului sau Hansa Aeriana).

## Istoric

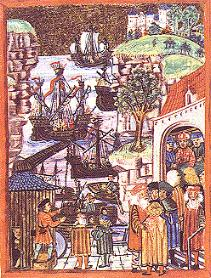
Formarea Ligii Hanseatice la Hamburg, din SIRNG, conform unei reprezentări ulterioare din 1241.

Istoricii au căzut de comun acord că originea Ligii trebuie coroborată cu fondarea orașului Lübeck, care s-a petrecut în 1158/1159, după cucerirea zonei care aparținuse anterior contelui de Schauenburg și Holstein de către Henric Leul, ducele Saxoniei.
Expedițiile comerciale, raidurile și pirateria au fost comune zonei Baltice din timpuri străvechi. Spre exemplu, marinarii din Gotland navigaseră atât de departe, încât până și orașul Novgorod le era relativ accesibil. Totuși, comerțul interstatal din nordul Europei, și în special din Marea Baltică, a fost practic nesemnificativ până la constituirea Hansei, dată după care a început să se desfășoare la o scară majoră.
Orașele germane obținuseră controlul asupra comerțului din Marea Baltică cu o relativă ușurință pentru mai bine de un secol, între anii 1120-1250, timp în care Lübeck a devenit nodul central al rețelei comerțului maritim care conecta toate zonele adiacente Mării Nordului și Mării Baltice. Apogeul hegemoniei orașului liber Lübeck s-a petrecut în secolul al XV-lea. Visby, unul din puternicele centre comerciale ale zonei, a refuzat în 1358 să devină membru al Ligii Hanseatice întrucât navigatorii acestui oraș dominaseră Baltica înaintea constituirii Hansei. Una din tacticile de succes pe care marinarii Visby-ului o aplicaseră, înainte de existența Hansei, fusese ideologia monopolistică, concept cu ajutorul căreia au eliminat competiția navigatorilor din insula Gotland.

### Membri ai Ligii Hanseatice

#### Cercul Vend și Pomeranian
- Lübeck  (orașul conducător)
- Hamburg
- Lüneburg
- Rostock
- Stade

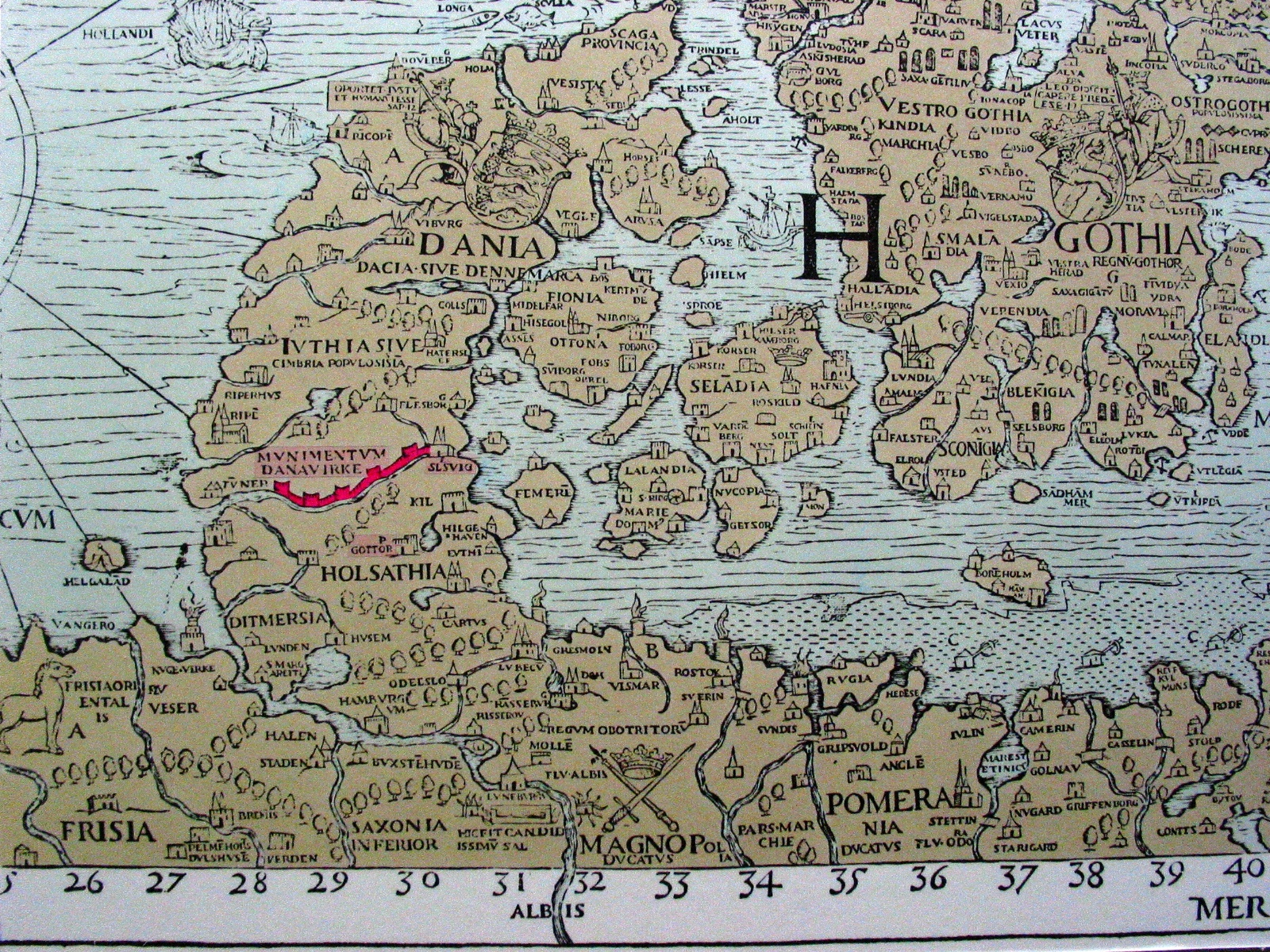
Orașele din Cercul Vend și Pomeranian

- Stettin (Szczecin, acum în Polonia)
- Stralsund
- Wismar
- Kiel

#### Cercul Saxonia, Turingia și Brandenburg
- Braunschweig (în dialectul saxon: Brunswiek), orașul conducător
- Berlin
- Brandenburg
- Bremen
- Erfurt
- Frankfurt (Oder)
- Goslar
- Magdeburg, orașul conducător

#### Cercul Polonia, Prusia, Livonia și Suedia
- Danzig (Gdańsk, orașul conducător)
- Breslau (Wrocław-ul de azi, acum în Polonia)
- Dorpat (Tartu)
- Fellin (Viljandi)
- Elbing (Elbląg)
- Königsberg (Kaliningrad, din exclava de azi a Rusiei)
- Reval (Tallinn)
- Riga
- Stockholm
- Thorn (Toruń)
- Visby
- Cracovia

#### Cercul Rinului, Westfalia, Olanda
- Köln
- Roermond
- Deventer
- Dortmund
- Breckerfeld
- Groningen
- Kampen
- Osnabrück
- Soest

### Membri care aveau drept de control și de ținere a evidenței (Kontore)

#### Kontoreprincipale

Bryggen din orașul norvegian Bergen

- Bergen - Bryggen
- Bruges sau Brügge
- Londra - Steelyard
- Novgorod

#### Kontoresecundare
- Anvers
- Boston
- Damme
- Edinburgh
- Hull
- Ipswich
- King's Lynn
- Kaunas
- Newcastle
- Poloțk
- Pskov (în latina medievală: Plescovia)
- Great Yarmouth
- York
- Vreamont

### Alte orașe cu o comunitate hanseatică
- Anklam
- Arnhem
- Bolsward
- Brandenburg
- Cesis (Wenden)
- Chełmno (Kulm)
- Doesburg
- Duisburg
- Einbeck
- Göttingen
- Greifswald
- Goldingen (Kuldiga)
- Hafnarfjord (Hafnarfjörður)
- Halle
- Harlingen
- Hannover
- Herford
- Hildesheim
- Hindeloopen
- Kalmar
- Kokenhusen (Koknese)
- Lemgo
- Merseburg
- Minden
- Münster
- Narwa (Narva)
- Nijmegen
- Paderborn
- Pernau (Pärnu)
- Perleberg
- Quedlinburg
- Salzwedel
- Smolensk
- Stargard Szczeciński (Stargard)
- Stendal
- Turku (Åbo)
- Tver
- Ventspils
- Wolmar (Valmiera)
- Wesel
- Wiburg (Vyborg)
- Windau (Ventspils)
- Zutphen
- Zwolle

## Versiunile moderne ale Ligii Hanseatice

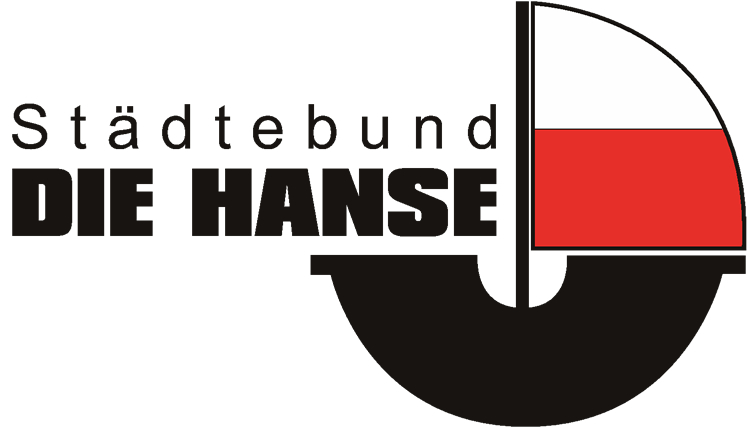
Orașul-ligă "Hansa"

În 1980, foștii membri ai Ligii Hanseatice au întemeiat o "Hansă Nouă" în orașul olandez Zwolle. Această ligă modernă invită toți membrii și toate orașele care au avut un trecut hanseatic. În 2012, Noua Ligă avea 187 de membri, 12 din ei fiind orașe rusești (între care, Novgorod). Noua Hansă încurajează și dezvoltă legături de afaceri, turismul și schimburi culturale. 
Cartierul general se regăsește în orașul german Lübeck. Președintele de azi al Noii Ligi Hanseatice e domnul Bernd Saxe, primarul orașului Lübeck. La fiece an, unul din orașele-membre ale Noii Hanse găzduiește festivalul mondial "Zilele Ligii Moderne Hanseatice". 
În 2006, localitatea englezească King's Lynn s-a alăturat Hansei. În 2012, tot din Anglia, a venit rândul localității Hull, apoi în 2016, Boston. 
O altă structură hanseatică modernă a apărut în februarie 2018, când miniștrii de finanțe: danez, estonian, finlandez, irlandez, leton, lituanian, olandez și suedez s-au adunat pentru a semna un tratat . Documentul reflectă "viziunile și valorile comune ale acestor țări pentru punerea la punct a UEM-ului".